# The Runaway (1926)
The Runaway is een Amerikaanse stomme film uit 1926 onder regie van William C. deMille met in de hoofdrollen Clara Bow, Warner Baxter, William Powell en George Bancroft. Het scenario is gebaseerd op de roman "The Flight to the Hills" uit 1926 van Charles Neville Buck. Destijds werd de film in Nederland uitgebracht onder de titel Fatsoenlijke menschen.
De film is wellicht zoekgeraakt.

## Verhaal
Cynthia Meade, een ambitieuze jonge filmactrice, ontmoet de rijke Jack Harrison en hoopt dat hij haar kan helpen met haar filmcarrière. Wanneer Jack per ongeluk in haar bijzijn wordt neergeschoten, ontvlucht ze de filmlocatie in Tennessee omdat ze denkt dat hij dood is en dat ze haar onschuld niet zal kunnen bewijzen.
Op een verlaten weg wordt ze bijna uitgeput aangetroffen door Wade Murrell, een bergbewoner uit Kentucky. Hij besluit haar te helpen en neemt haar mee naar huis. Lesher Skidmore, de leider van een rivaliserende clan, zaait onrust door de komst van de vreemdelinge, maar Wade beschermt haar tegen zijn vijanden.
Net wanneer Cynthia Wade's groeiende liefde voelt en besluit te vertrekken, arriveert Jack. Hij raakt bevriend met Wade en redt zijn leven in een heftig conflict. Jack vraagt Cynthia om terug te keren en met hem te trouwen, maar op het laatste moment kiest Cynthia voor Wade.

## Rolverdeling
| Acteur          | Personage       |
| --------------- | --------------- |
| Clara Bow       | Cynthia Meade   |
| Warner Baxter   | Wade Murrell    |
| William Powell  | Jack Harrison   |
| George Bancroft | Lesher Skidmore |
| Edythe Chapman  | Mrs. Murrell    |